# Rhaphuma atrata
Rhaphuma atrata là một loài bọ cánh cứng trong họ Cerambycidae.